# Степанов Арсеній Георгійович
Арсе́ній Гео́ргійович Степа́нов (1901 , Панюковоd, Зубцовський повітd, Тверська губернія, Російська імперія  — невідомо ) — український радянський військовий діяч, в.о. голови Центральної Ради Тсоавіахіму УРСР. Депутат Верховної Ради УРСР 1-го скликання (1938–1947).

## Біографія
Народився 1901 року в багатодітній родині селянина-бідняка в селі Панюково, тепер Зубцовський район, Тверська область, Росія. До 1917 року працював у сільському господарстві батьків.
У 1917–1918 роках — вантажник Катерининського обхідного каналу в місті Петрограді, матрос рятувального судна «Маяк» в Кронштадті.
З грудня 1918 року — в Червоній армії. Служив червоноармійцем 68-го Осташківського стрілецького полку на Східному фронті, був курсантом навчальної команди. Учасник Громадянської війни в Росії.
Член РКП(б) з жовтня 1919 року.
З 1920 року працював у селянській секції політичного відділу, був політичним керівником роти і батареї 30-ї стрілецької дивізії РСЧА на Східному фронті, служив політичним керівником ескадрону 30-го кавалерійського полку 30-ї стрілецької дивізії на Південному фронті. Обирався секретарем партійного бюро 30-го кавалерійського полку. Воював проти військ барона Врангеля та анархістських загонів Нестора Махна.
З 1921 по 1922 рік служив військовим комісаром кавалерійського загону по боротьбі із «бандами» (повстанськими загонами Куриленка і Свища) в Українській СРР. З травня 1922 року — інструктор політичного відділу 30-ї стрілецької дивізії РСЧА в місті Запоріжжі. Захворів висипним тифом, лікувався у військових шпиталях. Після одужання працював уповноваженим із заготівлі палива для Червоної армії в Новомосковському районі Катеринославської губернії. З 1923 по 1924 рік — секретар партійного бюро 7-го важкого окремого артилерійського дивізіону РСЧА.
З 1924 по 1926 рік — курсант дворічної Київської військово-політичної школи РСЧА.
З 1926 по 1928 рік — політичний керівник навчальної бригади 17-го важкого окремого артилерійського дивізіону, з 1928 по 1929 рік — помічник військового комісара та виконувач обов'язків військового комісара 14-го важкого корпусного артилерійського полку.
З 1930 по 1932 рік — інструктор політичного управління Українського військового округу і завідувач партійного відділу окружної військової газети «Красная армия».
У 1932–1938 роках — начальник Державного військового видавництва Української СРР «На варті».
З травня 1938 по серпень 1939 року — в.о. голови, голова Центральної ради Тсоавіахіму Української РСР.
26 червня 1938 року обраний депутатом Верховної Ради УРСР 1-го скликання по Харцизькій виборчій окрузі № 287 Сталінської області.
З 1939 року — на військово-політичній роботі в Червоній армії.
Учасник німецько-радянської війни з 1941 року. Служив інспектором організаційно-інструкторського відділення при політичному відділі 22-ї армії, заступником начальника політичного відділу 90-го стрілецького корпусу.

## Нагороди
- два ордени Червоного Прапора (6.06.1943, 3.11.1944)
- ордени Вітчизняної війни 1-го (9.10.1944) та 2-го ступеня (20.06.1945)
- медалі, у т. ч. «За оборону Москви», «За перемогу над Німеччиною у Великій Вітчизняній війні 1941–1945 рр.»

## Військове звання
- полковник